# Spharagemon collare
Criquet à collier
Espèce
Synonymes
- Dissosteira collare (S.H. Scudder, 1872)[1]
- Oedipoda belfragii Stål, 1873[1]
- Oedipoda collaris S.H. Scudder, 1872[1]
- Spharagemon aequale scudderi Morse, 1894[1]
- Spharagemon angustipenne Morse, 1895[1]
- Spharagemon belfragii (Stål, 1873)[1]
- Spharagemon collare angustipenne Morse, 1895[1]
- Spharagemon collare collare (S.H. Scudder, 1872)[1]
- Spharagemon collare pallidum Morse, 1895[1]
- Spharagemon oculatum Morse, 1894[1]

Spharagemon collare, appelé communément Criquet à collier, est une espèce nord-américaine d'orthoptères de la famille des Acrididae.

## Description
L'imago de couleur beige clair à foncé avec des taches brun foncé à noires qui apparaissent parfois sous forme de bandes ou de rayures. La sauterelle s'appuie fortement sur ses couleurs de camouflage pour se protéger contre les prédateurs. Plus particulièrement, le tibia arrière est orange ou rouge et l'intérieur du fémur est jaune avec quatre bandes plus foncées. Les ailes dépassent l'extrémité de l'abdomen. L'aile antérieure est mouchetée ou baguée et sa couleur varie, et l'aile postérieure a de larges bandes jaune clair et noir avec un bout d'aile clair. L'imago a une crête du pronotum élargie derrière la tête qui ressemble à un collier. Cette espèce présente un dimorphisme sexuel : les femelles sont plus grandes que les mâles avec une longueur totale de 27 à 37 mm, les mâles ont une longueur corporelle moyenne (jusqu'au bout des ailes antérieures) de 23 à 31 mm. 
Spharagemon collare a cinq stades nymphaux. À chaque étape, il y a des changements dans la taille, la coloration et le développement des ailes. Les imagos sont présents de juillet à septembre. La progression à travers les cinq stades nymphaux prend un minimum de 42 jours et les mâles passent moins de temps à chaque stade que les femelles. Les cinq stades existent en même temps en raison de la longue période d'éclosion.

### Description des cinq stades
LC = longueur du corps, FL = longueur du fémur, AS = nombre de segments antennaires.
| Instar  | I       | II      | III     | IV      | V (mêle)  | V (femelle) |
| ------- | ------- | ------- | ------- | ------- | --------- | ----------- |
| LC (mm) | 4.5-5.8 | 5.8-8.2 | 8.2-11  | 11-14.7 | 15.2-15.5 | 17.5-21     |
| LF (mm) | 2.6-3   | 3.6-4.1 | 5.3-6.2 | 6.6-7.8 | 9-9.7     | 11-12       |
| SA      | 10-11   | 14-15   | 17-19   | 20-22   | 22-23     | 23          |

## Répartition
Spharagemon collare se trouve dans le nord et l'ouest des États-Unis et le sud du Canada. Il est le plus souvent observé au Kansas, en Oklahoma, au Texas, au Nouveau-Mexique, au Colorado et au Michigan.
Son habitat est dans un sol meuble et sableux. Il est particulièrement courant le long des bords des champs de blé.

## Densité de population
Spharagemon collare est rarement présent dans une densité élevée. Les niveaux habituels sont de 0,1 à 1 individu par mètre carré. Cependant, il a été enregistré pour atteindre 10 par mètre carré dans l'Idaho.
Dans les années 1800, les niveaux de population oscillaient entre 0,01 et 0,2 adulte par mètre carré dans les collines de sable du Nebraska. Il fut démontré que cela était principalement dû à la prédation par des oiseaux tels que le Bruant sauterelle et la Sturnelle des prés. Dans le Wyoming, jusqu'à cinq imagos furent trouvées par mètre carré en 1992.

## Comportement

### Alimentation
Spharagemon collare est herbivore, mangeant 19 à 28 espèces différentes de plantes composées d'herbes, de Cyperaceae et de phorbes. Il consomme principalement Bouteloua gracilis, Hesperostipa comata, Pascopyrum smithii, Sporobolus cryptandrus (en), Panicum capillare, Agastache rupestris. Parmi les plantes moins favorisées, on peut citer Andropogon hallii (en), Schizachyrium scoparium, Calamovilfa longifolia (en), Bouteloua dactyloides, Bouteloua hirsuta (en), Koeleria, Carex inops, Juncus balticus. Les phorbes consommés incluent 
Neokochia americana (en), Astragalus missouriensis, Artemisia filifolia, Bidens vulgata (en), Helianthus, Amaranthus retroflexus, Tradescantia bracteata, Lupinus pusillus (en), Ambrosia psilostachya.
L'insecte vit et se nourrit sur le sol. Il peut grimper sur des tiges d'herbe pour couper un morceau à manger, mais il se nourrit principalement de débris au sol. Les tarses avant sont utilisés pour retenir l'herbe tandis que la sauterelle est à l'horizontale.

### Vol
La femelle peut voler sur une longueur de 3 m, tandis que le mâles vole sur des distances légèrement plus courtes (seulement 1 2,5 m par vol), peut-être en raison de sa taille et ses ailes plus petites. On observe qu'il vole en ligne droite, ne faisant de virages à droite qu'au début ou à la fin du vol. Les mâles ne font du bruit en faisant claquer leurs ailes ensemble en général que lorsqu'ils volent loin du danger ou lorsqu'ils se dirigent vers les femelles.

### Reproduction
Spharagemon collare reste au même endroit pendant une période prolongée jusqu'à ce qu'il repère une autre sauterelle en mouvement. Les mâles recherchent d'autres mâles et femelles de leur propre espèce, et si l'individu est identifié comme femelle, les mâles feront deux stridulations avec leurs jambes et commenceront à courtiser la femelle. Une femelle rejettera souvent un mâle parce qu’elle ne veut s’accoupler qu’avec le mâle le plus fort et génétiquement supérieur. La femelle rejettera un partenaire en secouant son fémur et en utilisant son tarse arrière pour frapper le sol. Spharagemon collare s'accouple généralement en mai et les nymphes émergent fin mai et début juin. Après l'accouplement, la femelle pond sa gousse, qui contient environ 21 à 28 œufs, dans le sable d'environ un centimètre de profondeur, puis les recouvre de sable. Les cosses mesurent 1,5 cm de long et 0,5 cm de diamètre et chaque œuf mesure 5 mm de long et est de couleur beige. On a observé que cette ponte dure environ 34 minutes. Les nymphes et les imagos vivent leur vie dans la même région où ils sont nés.

### Activité diurne
Spharagemon collare se repose toute la nuit sur le sol dans une zone protégée ou accrochée à une tige d'herbe. À l'aube, il se prélasse au soleil, exposant l'abdomen au soleil et étendant la patte arrière du côté du soleil. Il tourne pour exposer l'autre côté au soleil. Une fois que le sol et le corps sont chauds, les sauterelles commencent à chercher de la nourriture. Ils font une pause pendant les heures de pointe de la journée et se reposent à l'ombre. Ensuite, il continue à chercher de la nourriture et des partenaires jusqu'au crépuscule où il se prélasse à nouveau au soleil. Ensuite, il cherche un endroit protégé où passer la nuit et il se repose horizontalement.